# Takashi Sugimura

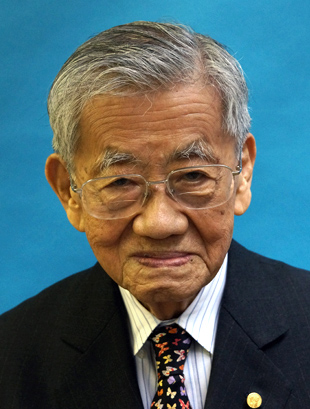
Takashi Sugimura

Takashi Sugimura (japanisch 杉村 隆, Sugimura Takashi; * 20. April 1926 in der Präfektur Tokio; † 6. September 2020 in Tokio) war ein japanischer Biochemiker, bekannt für grundlegende Forschungen über den chemischen Mechanismus der Krebserzeugung durch Karzinogene. Er war Direktor des Nationalen Krebsforschungszentrums in Japan und von 1994 bis 2000 Rektor der Tōhō-Universität.

## Werdegang
Sugimura studierte Medizin an der Universität Tokio und war nach dem Abschluss 1949 Assistent in der Abteilung Radiologie der Universität Tokio. Ab 1954 war er Assistent am Krebsforschungsinstitut der japanischen Gesellschaft für Krebsforschung. 1957 war er zu einem Studienaufenthalt am National Cancer Institute in den USA und 1959 an der Case Western Reserve University. 1962 bis 1972 war er der Direktor der Abteilung Biochemie des Forschungsinstituts des japanischen Nationalen Krebsforschungszentrums und ab 1972 war er stellvertretender und 1974 bis 1984 Direktor des Forschungsinstitutes. 1984 bis 1991 war er Direktor des Nationalen Krebszentrums selbst in Japan und seit 1992 Ehrendirektor. Von 1992 bis 1994 war er Berater des Gesundheits- und Sozialministeriums. 1970 bis 1985 war er außerdem Professor an der medizinischen Fakultät der Universität Tokio.
1957 wies er die krebserzeugende Wirkung der mutagenen Substanz 4-Nitro-Chinolin-1-Oxid nach. 1966 fand er heraus, dass MNNG (N-Methyl-N'-Nitro-Nitroso-Guanidin) bei Ratten Krebs auslöst (Fibrosarkome bei Injektion unter die Haut, 1967 konnte er durch die orale Gabe von MNNG bei Ratten Magenkrebs auslösen). Sugimura gehörte damit zu den ersten, die einen Zusammenhang von Mutagenität und Krebserzeugung nachwiesen.
1969 erhielt er den Preis der Prinzessin-Takamatsu-Krebsstiftung, 1974 den Takeda-Medizinpreis, 1976 den Kaiserlichen Preis der Japanischen Akademie der Wissenschaften, 1978 wurde er zum Bunka Kōrōsha, zur Person mit besonderen kulturellen Verdiensten ernannt und er erhielt den Kulturorden, 1981 den Ernst W. Bertner Memorial Award und den Charles S. Mott Prize für Krebsforschung, 1992 den Yoshida-Preis der Japanischen Krebsvereinigung (JCA), 1996 wurde er Officier de l’Ordre national du mérite. 1997 erhielt er mit Bruce N. Ames den Japan-Preis. Er wirkte von 2013 bis 2016 als Präsident der Japanischen Akademie der Wissenschaften und war Mitglied in der amerikanischen National Academy of Sciences, der Königlich-Niederländischen Akademie der Wissenschaften und der Königlich Schwedischen Akademie der Wissenschaften und war Ehrenmitglied vieler weiterer nationaler und internationaler wissenschaftlichen Gesellschaften.